# Adneter Moos
Das Adneter Moos ist ein Niedermoor mit Streuwiesen in unmittelbarer Nähe des Dorfes Adnet, im Tennengauer Salzachtal bei Hallein, im Land Salzburg.

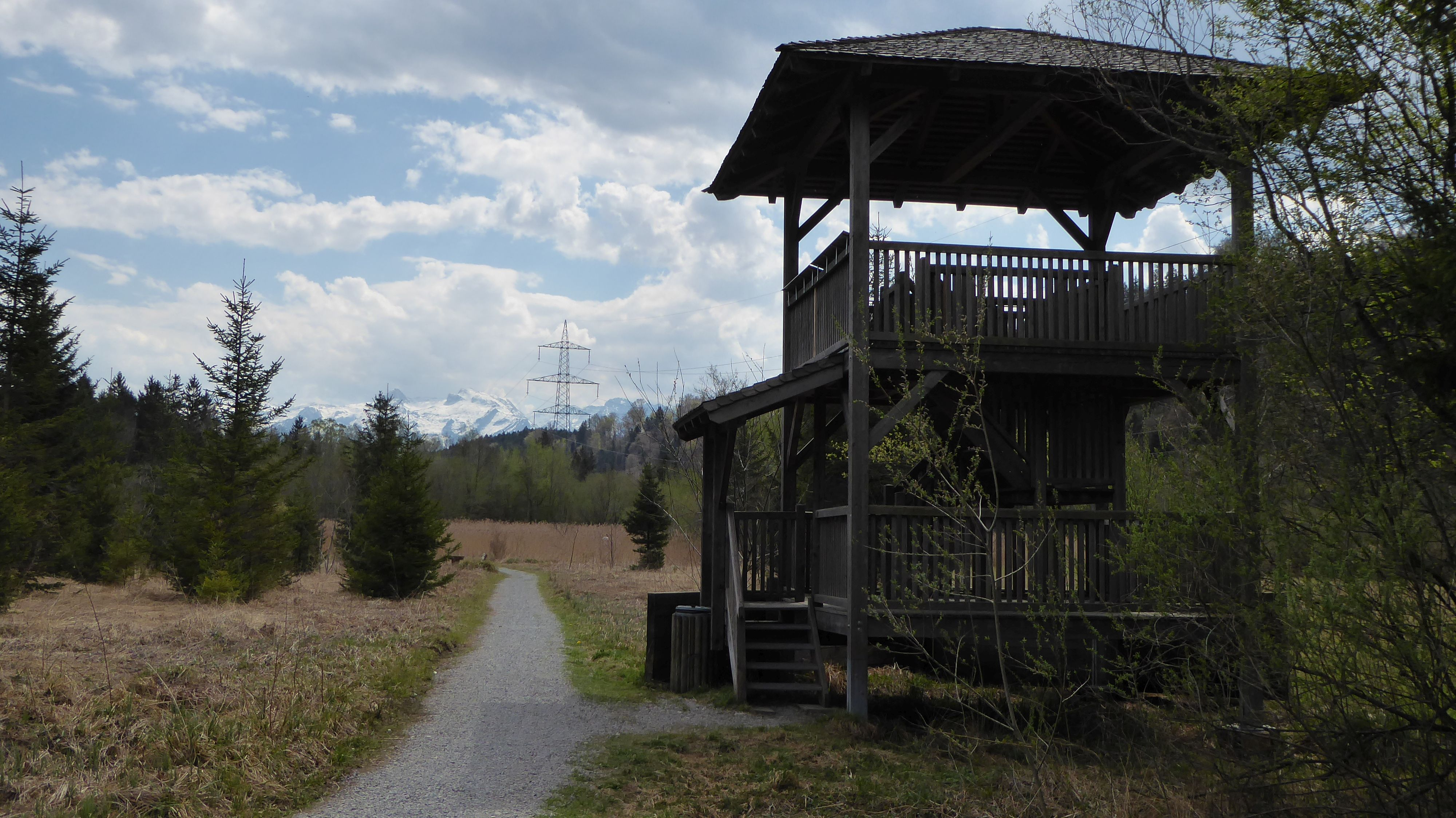
Aussichtsturm im Adneter Moos

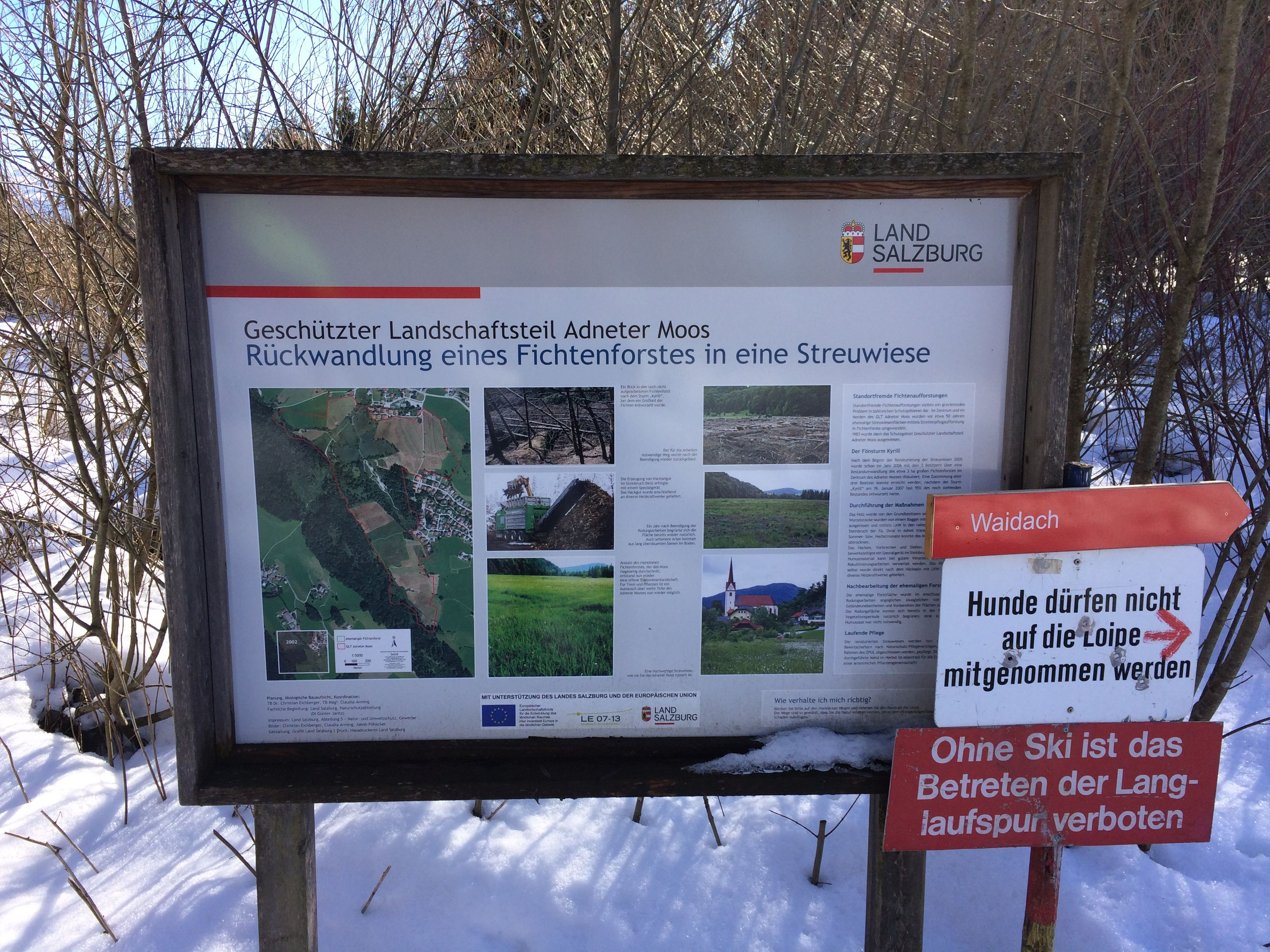
Informationstafeln im Adneter Moos

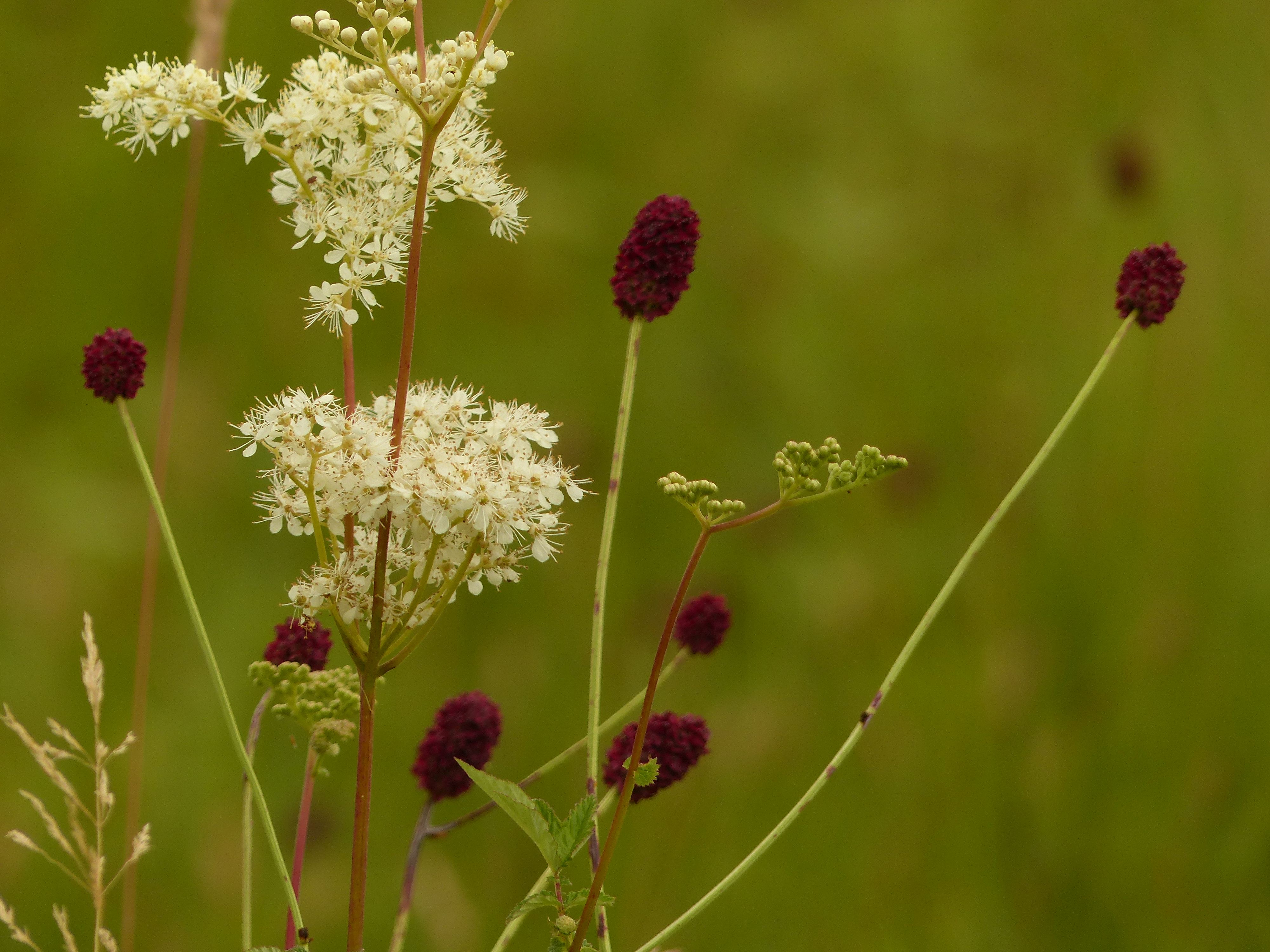
Streuwiesenblumen

## Beschreibung
Im etwa 103 ha umfassenden Gebiet sind 43 verschiedenste wertvolle Biotoptype anzutreffen, diese umfassen Niedermoore, Streuwiesen, Futtergraswiesen, offene Gräben, naturnahe Bachabschnitte, Großseggen-Bestände und reich strukturierte Gehölze. Auch botanische Besonderheiten wurden entdeckt. „Die in Salzburg als verschollen bzw. als ausgestorben geltende Knötchen-Binse (Juncus subnodulosus) wurde im Adneter Moor neu aufgefunden.“

## Geschützter Landschaftsteil
1983 wurden diese letzten größeren Reste der früher ausgedehnten offenen Feuchtlandschaften als Geschützter Landschaftsteil deklariert, sie sind von ihrer Ausprägung einzigartig im Tennengau.
Bei einem großen Renaturierungsprojekt in den Jahren 2004/2005 wurden 437 Pflanzenarten gezählt (darunter 42 gefährdete Arten), außerdem 42 Vogelarten, 6 Amphibienarten, 4  Reptilienarten und 378 Arten an Großschmetterlingen. Ebenso wurde ein Themenweg mit Aussichtsturm errichtet.